# John Henry Raney

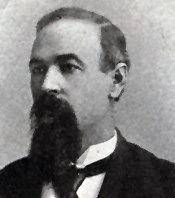
John Henry Raney (1896)

John Henry Raney (* 28. September 1849 in Gravelton, Wayne County, Missouri; † 23. Januar 1928 bei Patterson, Missouri) war ein US-amerikanischer Politiker. Zwischen 1895 und 1897 vertrat er den Bundesstaat Missouri im US-Repräsentantenhaus.

## Werdegang
John Raney besuchte die Union School und die Woods School in seiner Heimat. Nach einem anschließenden Jurastudium und seiner 1881 erfolgten Zulassung als Rechtsanwalt begann er in Greenville in diesem Beruf zu arbeiten. Bis 1882 war er Bezirksrichter im Wayne County. Zwischen 1882 und 1888 war er in diesem Bezirk als Staatsanwalt tätig. Raney arbeitete auch in der Landwirtschaft und hierbei vor allem auf dem Gebiet der Viehzucht. Gleichzeitig begann er als Mitglied der Republikanischen Partei eine politische Laufbahn.
Im Jahr 1888 kandidierte er erfolglos für das Repräsentantenhaus von Missouri. Von 1884 bis 1927 war er Delegierter zu allen republikanischen Parteitagen auf Staatsebene; 1892 nahm er auch an der Republican National Convention in Minneapolis teil, auf der Präsident Benjamin Harrison zur Wiederwahl nominiert wurde. Von 1893 bis 1895 gehörte Raney dem Vorstand der State Normal School in Cape Girardeau an.
Bei den Kongresswahlen des Jahres 1894 wurde er im 13. Wahlbezirk von Missouri in das US-Repräsentantenhaus in Washington, D.C. gewählt, wo er am 4. März 1895 die Nachfolge von Robert Washington Fyan antrat. Da er im Jahr 1896 dem Demokraten Edward Robb unterlag, konnte er bis zum 3. März 1897 nur eine Legislaturperiode im Kongress absolvieren. Nach dem Ende seiner Zeit im US-Repräsentantenhaus arbeitete Raney als Anwalt in Piedmont. Im Jahr 1898 bewarb er sich erfolglos um den Posten eines Richters im zwölften Gerichtsbezirk seines Staates. Zwischen 1921 und 1922 war er noch einmal Staatsanwalt im Wayne County. John Raney starb am 23. Januar 1928 nahe der Ortschaft Patterson und wurde in Piedmont beigesetzt.